# Serhii Pirojkov
Serhii Ivanovici Pirojkov (în ucraineană Сергі́й Іва́нович Пирожко́в; n. 20 iunie 1948, Kiev) este un diplomat și om de știință ucrainean, doctor în economie (1991), profesor (1994), membru al Academiei de Științe a Ucrainei (2000), laureat al Premiului de Stat al Ucrainei în domeniul știiței și tehnicii (2002). Din 3 martie 2007 până la 29 octombrie 2014, Serhii Pirojkov a fost Ambasador Extraordinar și Plenipotențiar al Ucrainei în Republica Moldova.